# Ngelo (Margomulyo)
Ngelo is een bestuurslaag in het regentschap Bojonegoro van de provincie Oost-Java, Indonesië. Ngelo telt 1097 inwoners (volkstelling 2010).